# Biak Muli Pante Raja
Biak Muli Pante Raja is een bestuurslaag in het regentschap Aceh Tenggara van de provincie Atjeh, Indonesië. Biak Muli Pante Raja telt 330 inwoners (volkstelling 2010).